# Eko Irawan
Eko Yuli Irawan (Lampung, 24 luglio 1989) è un sollevatore indonesiano.
Il 10 agosto 2008 ha conquistato la medaglia di bronzo alle Olimpiadi di Pechino 2008 nella categoria 56 kg sollevando 288 kg.
Il 30 luglio 2012 si ripete conquistando la medaglia di bronzo alle Olimpiadi di Londra 2012, questa volta però nella categoria 62 kg sollevando 317 kg.